# Chapelle Saint-Elouan
La chapelle Saint-Elouan est un édifice situé à Saint-Guen en France.

## Localisation
La chapelle est située sur le territoire de la commune de Saint-Guen, dans le département  des Côtes-d'Armor, dans la région Bretagne.

## Description
La chapelle actuelle remplace un édifice plus ancien. Sa construction fait suite à l'enquête menée en 1646 sur l'eau miraculeuse du sarcophage de Saint Elouan. Au début du XVIIe siècle, après avoir ramassé la statue du saint gisant à terre, une femme lui demande une récompense. Le lendemain, le sarcophage du saint se retrouve rempli d'eau et de nombreuses guérisons de sourds, boiteux et autres affligés s'y réalisent. Le père Maunoir, prêchant souvent alors dans les environs, a contribué à populariser le culte de l'eau miraculeuse. Ces miracles sont providentiels pour faire revenir à la religion catholique la population locale, accusée d'être versée dans les cultes sataniques. Il s'ensuivit une renaissance du culte du saint, amenant jusqu'à 80 000 pèlerins par an dans ce lieu isolé,.

## Historique
La chapelle est recensée à l'inventaire général du patrimoine culturel.

## Galerie

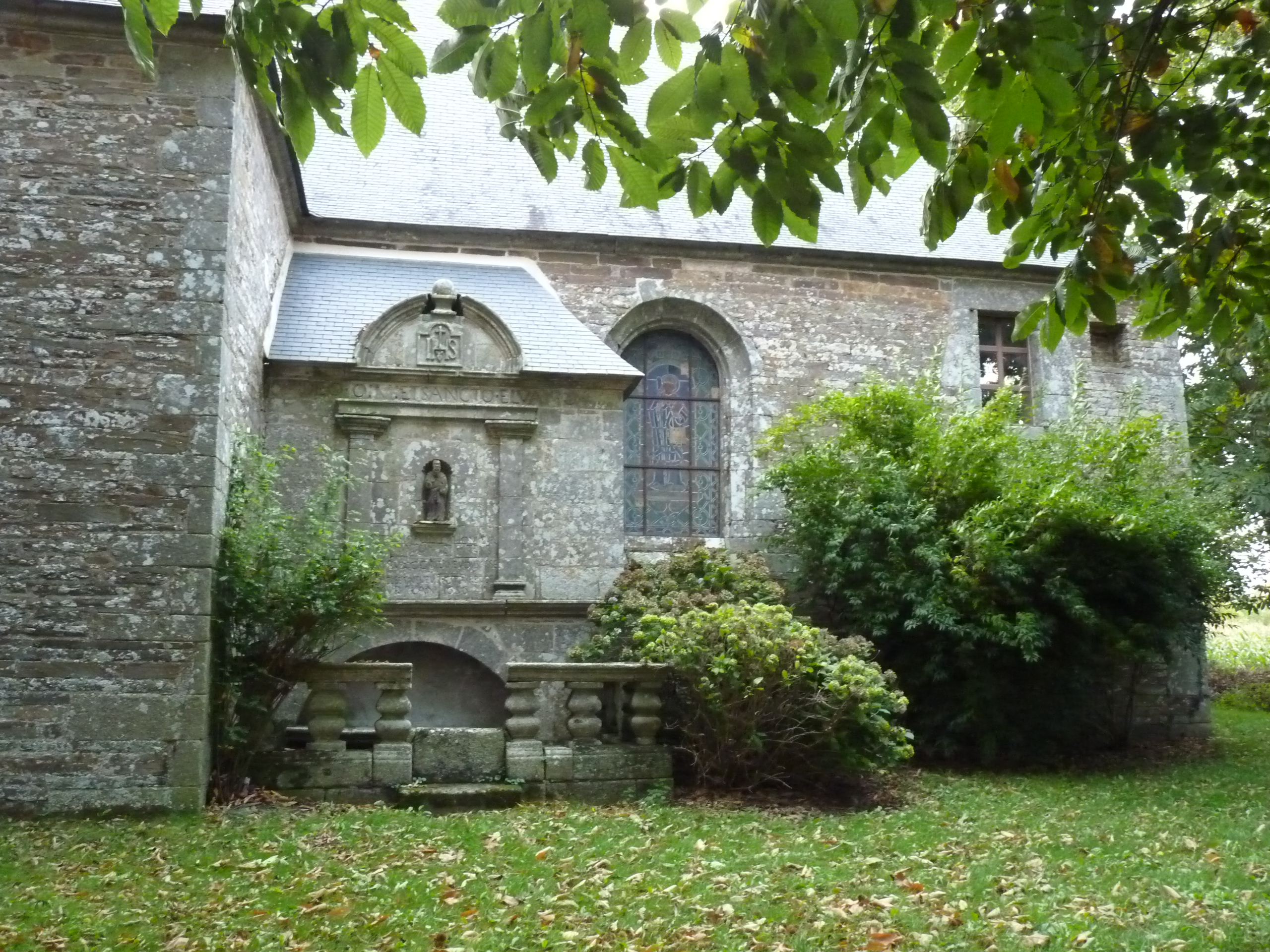
La chapelle et la fontaine Saint-Elouan.
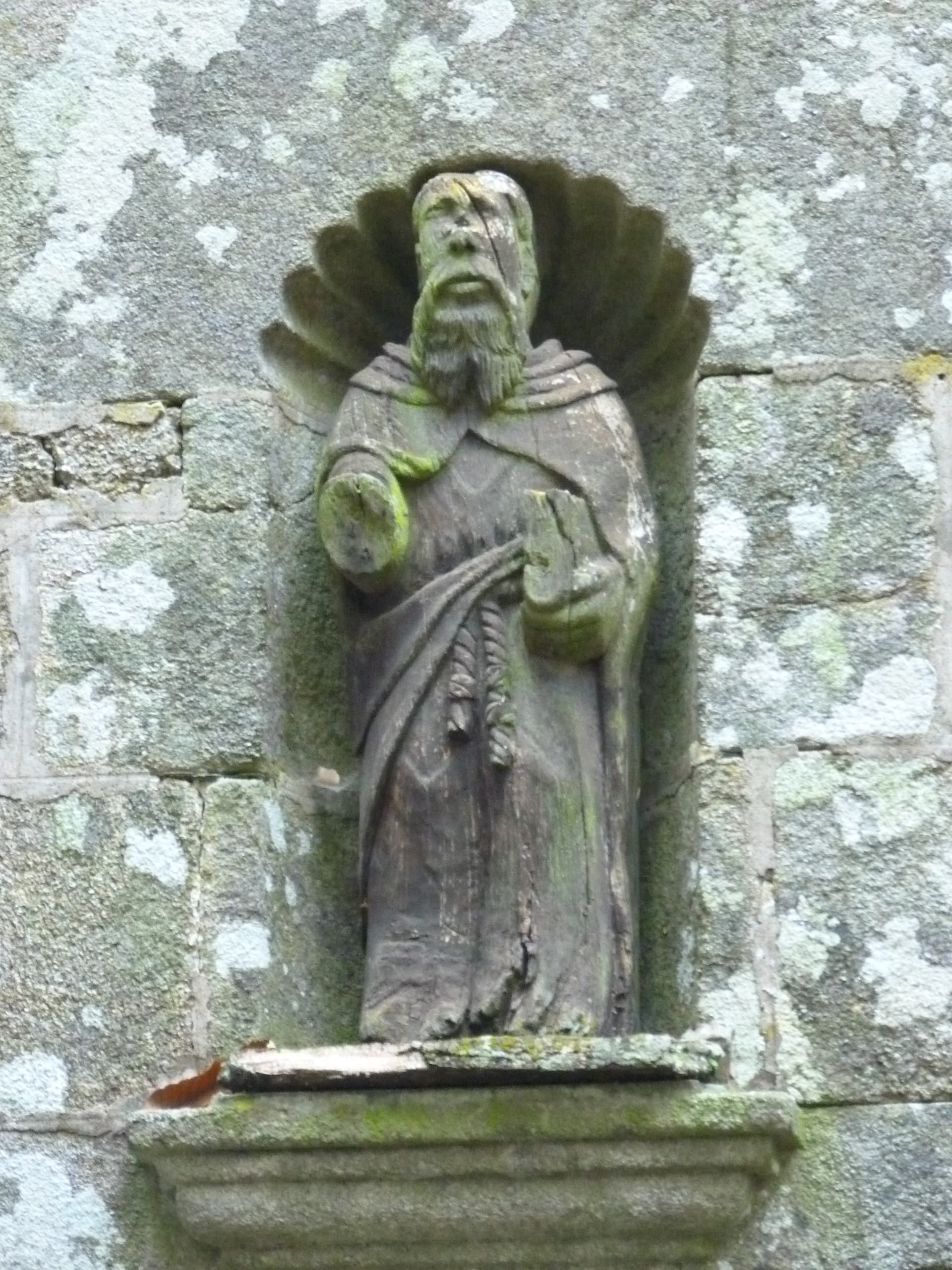
La statue de Saint Elouan.
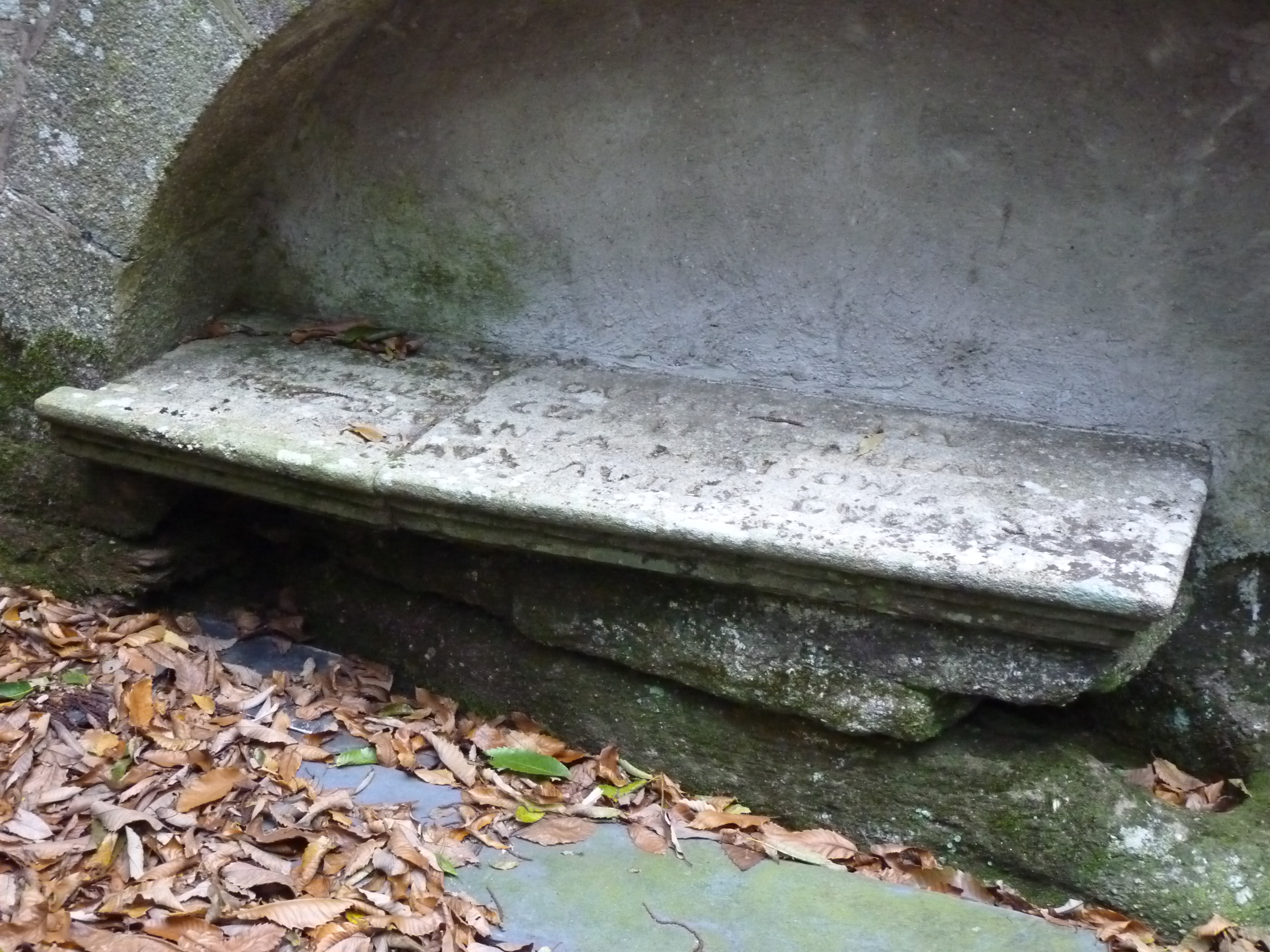
Le tombeau de Saint Elouan.